# Dunvegan Head
Dunvegan Head är en udde i Storbritannien.   Den ligger i kommunen Highland och riksdelen Skottland, i den nordvästra delen av landet, 800 km nordväst om huvudstaden London.
Terrängen inåt land är lite kuperad. Havet är nära Dunvegan Head norrut. Runt Dunvegan Head är det mycket glesbefolkat, med 3 invånare per kvadratkilometer.